# Шишкин, Владимир Николаевич
Владимир Николаевич Шишкин (11 июля 1862 — 1920) — дворянин, генерал-майор, участник: русско-японской войны (1904—1905), 1-й мировой войны и Белого движения, расстрелян (1920).

## Биография
Из дворян Рязанской губернии, православный. Образование получил в 1-м Московском кадетском корпусе. В службу вступил (28.01.1881). Окончил 3-е Александровское военное училище (1883). Хорунжий (12.08.1883), сотник (30.11.1883), подъесаул (1889), есаул (1900). Успешно закончил офицерскую кавалерийскую школу (1903). Командовал сотней. Участник Русско-японской войны (1904—1905). Войсковой старшина (1905), награждён медалью За боевые отличия (1904). За боевые отличия произведён в полковники (1909). Командир 5-го Оренбургского казачьего полка (1909—1915), с которым выступил на фронт мировой войны. Отчислен от должности (1915), с зачислением в штат Оренбургских казачьих полков и назначен в резерв чинов при штабе Двинского военного округа (1915—1916). За отличия в делах произведён в генерал-майоры (24.05.1915). Начальник отдельной казачьей сводной бригады (1916). Командир 2-й бригады 6-й Донской казачьей дивизии (1916). Командующий Оренбургской казачьей дивизии (1916—1917).
Участник Белого движения на востоке России. Назначен (1918) начальником 2-й Оренбургской казачьей дивизии в войсках А. И. Дутова и вступил в командование частями и отрядами, действующими на Верхнеуральском направлении. После неудачной операции по окружению партизанского соединения В. К. Блюхера был отставлен от должности и по ходатайству войскового правительства Оренбургского казачьего войска, стал заведующим (18.08.1918) коневодством Оренбургской губернии и Тургайской области. Командир 4-го Оренбургского казачьего корпуса (05.12.1918016.02.1919), затем командир 2-го Оренбургского казачьего корпуса (16.02.1919-07.03.1919) в войсках А. В. Колчака. Впоследствии находился на должности начальника отдела по «ремотну конного состава» армии в управлении 3-го генерал-квартирмейстера при Верховном Главнокомандующем. Инспектор (с 01.06.1919) «ремонта и конских запасов армии». Член Военно-экономического общества.
Пленён частями 5-й армии РККА в начале (1920) и расстрелян.

## Награды
- Орден Святого Станислава 3-й степени (1898).
- Орден Святой Анны 3-й степени (1904).
- Орден Святого Станислава 2-й степени с мечами (1904).
- Орден Святой Анны 2-й степени с мечами (1905).
- Орден Святого Владимира 4-й степени с мечами и бантом (1905).
- Орден Святого Владимира 3-й степени (1912)